# 마우문 압둘 가윰
마우문 압둘 가윰(디베히어: މައުމޫނު   އަބްދުލް   ގައްޔޫމް, 영어: Maumoon Abdul Gayoom, 문화어: 마우문 아브둘 가이움, 1937년 12월 30일 ~ )은 1978년부터 2008년까지 몰디브의 대통령이었다. 현재, 야당인 디베히 인민당의 전 (前) 총재이다. 교통 장관으로 재임한 뒤, 국민의회에 의해 대통령으로 선출되었으며 1988년 11월 11일에 이브라힘 나시르의 뒤를 이었다. 그는 아시아에서 가장 긴 정부 통수권자가 되었다. 공직에서 30년간 자리한 후, 2008년 10월 대통령 선거에서 패배했으며 2008년 11월 11일에 몰디브 민주당의 모하메드 나시드에게 대통령직을 이양했다.
1984년 10월 29일부터 11월 1일까지 대한민국을 방문해 영예를 수여 받았으며, 이 때 대한민국에서는 방한 기념 공식 우표가 발행되었다.

## 역대 선거 결과
| 선거명      | 직책명          | 대수 | 정당          | 득표율 | 득표수    | 결과 | 당락 |
| ----------- | --------------- | ---- | ------------- | ------ | --------- | ---- | ---- |
| 1978년 선거 | 몰디브의 대통령 | 3대  | 무소속        | 92.96% | -표       | 1위  |      |
| 1983년 선거 | 몰디브의 대통령 | 3대  | 무소속        | 95.6%  | -표       | 1위  |      |
| 1988년 선거 | 몰디브의 대통령 | 3대  | 무소속        | 96.4%  | -표       | 1위  |      |
| 1993년 선거 | 몰디브의 대통령 | 3대  | 무소속        | 92.76% | -표       | 1위  |      |
| 1997년 선거 | 몰디브의 대통령 | 3대  | 무소속        | 90.9%  | -표       | 1위  |      |
| 2003년 선거 | 몰디브의 대통령 | 3대  | 무소속        | 90.27% | 102,909표 | 1위  |      |
| 2008년 선거 | 몰디브의 대통령 | 3대  | 몰디브 인민당 | 45.79% | 82,121표  | 2위  | 낙선 |